# Lidzieja
Lidzieja, także Lidziejka, Lidoja (biał. Лідзея, Лідзейка; ros. Лидея, Лидейка, Lidieja, Lidiejka) – rzeka w rejonie lidzkim obwodzie grodzieńskim na Białorusi, lewy dopływ Dzitwy w zlewisku Niemna. Długość wynosi 31 km. Dolina wyrazista, tereny zalewowe przecięte kanałami melioracyjnymi. Koryto na długości 20 km zabetonowane. 
Nad rzeką znajduje się Lida i zamek w Lidzie.